# 君主崇拝
君主崇拝（くんしゅすうはい）とは、君主制の国家元首に対する信仰である。

## 概要
君主制を取る国家において皇帝や国王その他の君主を神、神の化身または、神の使い、救世主などとして崇拝もしくは、神聖視すること。君主の称号によっては、皇帝崇拝（こうていすうはい）などと呼ばれる。これらは、国家宗教の中核となったものもある。古代国家では、世界中で広く見られた。一神教世界では、君主を神そのものと見做す思想は一般に出ないが、ヨーロッパのキリスト教君主制国家では、国王が神から王権を授かったとする王権神授説が生まれた。
現代人の感覚では当たり前に感じられるが、古代世界において「君主に対して神と同じように礼拝する事」が強要されたために発生した。つまりそれまでは、君主の前で特別な態度を表す必要性がなかったと言える。これによって君主は、単なる為政者から他の人間と異なる神聖な存在へと変化した。やがて時代が下る毎に、この傾向が激しくなり君主を頂点にしたヒエラルキーが形成され、上位の階層に属する人々への神聖視に繋がった。
君主崇拝は、宗教と結びついており異なる宗教間では、価値の共有が図られず対立を生んだ。また君主に対して神と同じように礼拝する事は、一神教信者にとって受け入れる事の出来ない点であり古代エジプトやローマ帝国、日本においても信者の反乱を起こす原因となった。さらに近代化が進むと民主主義が広がり、君主個人を神聖視する風潮が拒否されるようになり、君主崇拝は廃れていった。

## 君主の生死による影響
君主崇拝は、崇拝の対象となる君主の生死に対する考えの違いにより性質が変わる場合がある。例えば天皇崇拝は、天皇の生前から始まっている。対して古代ローマにおける皇帝の神格化は、一部を除いて死後に始まっている。前者は「現人神」、後者は「人物神」と呼ばれることがある。また中世〜近世ヨーロッパにおけるカトリック教権国家の王権神授説に基づく君主崇拝は、君主の死と共に神聖視が途絶えた。すなわち神から与えられた権威は王位の相続と共に移ると考えられた。逆にインカ帝国などのように、君主が死後も権威を持ち続けた場合もある。

## 例
- 日本：天皇を現人神と見る思想は古くからあるが、太平洋戦争での降伏以前、国が神道を保護し、絶対化したと批判する立場からは戦前・戦中に盛んになったといわれる。他に江戸幕府の創設者である徳川家康が、死後に東照大権現として神格化された例がある。また、江戸幕府は、ヨーロッパの王権神授説や、中国の天の思想に類似した、天道委任論を、統治の正統化に用いた。しかし、18世紀後期になり尊皇論が広まると、江戸幕府は統治の正統化の為に、天皇の権威を強調する、大政委任論を持ち出すようになる。
- 中国：皇帝の「帝」は元々人格を持たない最高神・天帝を指すものであった。皇帝は天子とも呼ばれるが、その神聖性は絶対的なものではなく、徳を失って暴政を行うなど、場合によって万人の意思の集合体である天によってその地位から追われる（易姓革命）こともありえるとされた。
- 太平天国の洪秀全：自らをキリストの弟と称した。
- 後高句麗の弓裔：自らを弥勒菩薩と称した。
- 高麗：高麗の王族たち（開城王氏）は、人間と竜王の娘との混血の子孫と考えられていた。高麗王は「海東天子」や「神聖帝王」、「聖皇」などと称されていた。
- チベット：ダライラマ（生き仏）
- 東南アジアの諸王朝：マジャパヒト、シュリーヴィジャヤ、クメール等。主にヒンドゥー教に基づき王が神の化身（アヴァターラ）とされた。
- エジプト：古代エジプトのファラオはホルス神の化身とされ、死後に神となると考えられた。
- ローマ帝国：皇帝を神として崇めた皇帝崇拝が有名である。初代皇帝アウグストゥスの時代に始まり、ローマの国家宗教となった。この思想は特に帝国東部で盛んになり、ユダヤ人やキリスト教徒が皇帝崇拝を拒否して弾圧される例も多かった。皇帝崇拝自体はコンスタンティヌス1世がキリスト教を公認してからは消えていったが、皇帝または帝国を神により任じられたものとする観念（神寵帝理念）はドミナートゥス制時代に通して強調され、後の東ローマ帝国や神聖ローマ帝国時代まで影響力を残したとされる。
- キリスト教西欧：王権は神から与えられたものとする王権神授説が唱えられた。